# Александър (син на Ирод Велики)
Александър (* ок. 36 пр.н.е.; † 7 пр.н.е.) е юдейски принц от династията Иродиади, син на Ирод Велики и Мариамна (I), принцеса от династията Хасмонеи.
Той е брат на Аристобул IV (* ок. 35 пр.н.е.; † 7 пр.н.е.), Салампсио и Кипро. Александър и Аристобул дълго време са смятани за наследници на трона. През 29 пр.н.е. Ирод екзекутира майка им Мариамна, заради предполагаема изневяра.
Александър и брат му Аристобул IV са изпратени през 22 пр.н.е. да учат в Рим. Там те са възпитавани първо в къщата на Гай Азиний Полион. По-късно двамата братя получават жилища директно в палата на император Август. Те остават около пет години в Рим.
През 17 пр.н.е. той, вече на 19 години, се връща с брат си Аристобул IV в Йерусалим.
Той се жени през 17 пр.н.е. за принцеса Глафира (* ок. 35 пр.н.е.; † ок. 7 г.), дъщеря на Архелай IV Сисина, последният цар на Кападокия.
Населението в Юдея ги посреща с радост. Двамата братя били красиви и с хубави фигури и обичани заради произхода на майка им от предишната царска династия. Те искат да отмъстят за смъртта на майка им. Баща им определя през 14 пр.н.е. за свой възможен наследник най-големия си син Антипатър (син на Дорис). Заради заплануван заговор, Александър и Аристобул са осъдени и екзекутирани от баща им през 8/7 пр.н.е., а Глафира я изпраща със зестрата ѝ обратно в Кападокия. Двата му сина, Александър и Тигран, Ирод Велики задържа обаче при себе си. След смъртта на Ирод през 4 пр.н.е. те отиват при майка им в Кападокия, отказват се от юдейската си вяра и вземат гръцката религия.
Александър и Глафира имат три деца:
- Александър, който е баща на Тигран VI († сл. 68), цар на Армения 58 – 63 г.)
- Тигран (16 пр.н.е.-36 г.), (като Тигран V, цар на Армения 6 – 12)
- дъщеря